# A Bit of Blue Ribbon
A Bit of Blue Ribbon è un cortometraggio muto del 1913 diretto da Rollin S. Sturgeon.

## Produzione
Il film fu prodotto dalla Vitagraph Company of America.

## Distribuzione
Distribuito dalla General Film Company, il film - un cortometraggio in una bobina - uscì nelle sale cinematografiche statunitensi il 4 gennaio 1913. Nel Regno Unito, fu distribuito il 19 aprile 1913.